# Nippon Yūsen
Nippon Yūsen K.K. (japanisch 日本郵船株式会社 Nippon Yūsen Kabushiki-gaisha, englisch auch NYK Line) ist ein im Nikkei 225 gelistetes Unternehmen. Es wurde im Jahr 1885 als Teil des Mitsubishi-Konzerns gegründet und zählt zu den größten Reedereien der Welt.

## Unternehmensstruktur
Die NYK Group ist mit etwa 35.000 Beschäftigten auf allen Kontinenten vertreten und verfügt damit über eines der größten Transport- und Logistiknetzwerke der Welt. Sie ist in den folgenden Bereichen tätig:
- Container-Transport
- RoRo-Transport
- Massengut / Energie
- Terminal and Harbour Transport Service
- Logistik
- Kreuzfahrten

In Deutschland betreibt die NYK Line mit ihrer Tochtergesellschaft NYK Line (Deutschland) GmbH Geschäftsstellen in Hamburg (Hauptsitz), Bremerhaven (Terminalbüro) sowie in Düsseldorf und Offenbach am Main.

### Containertransport

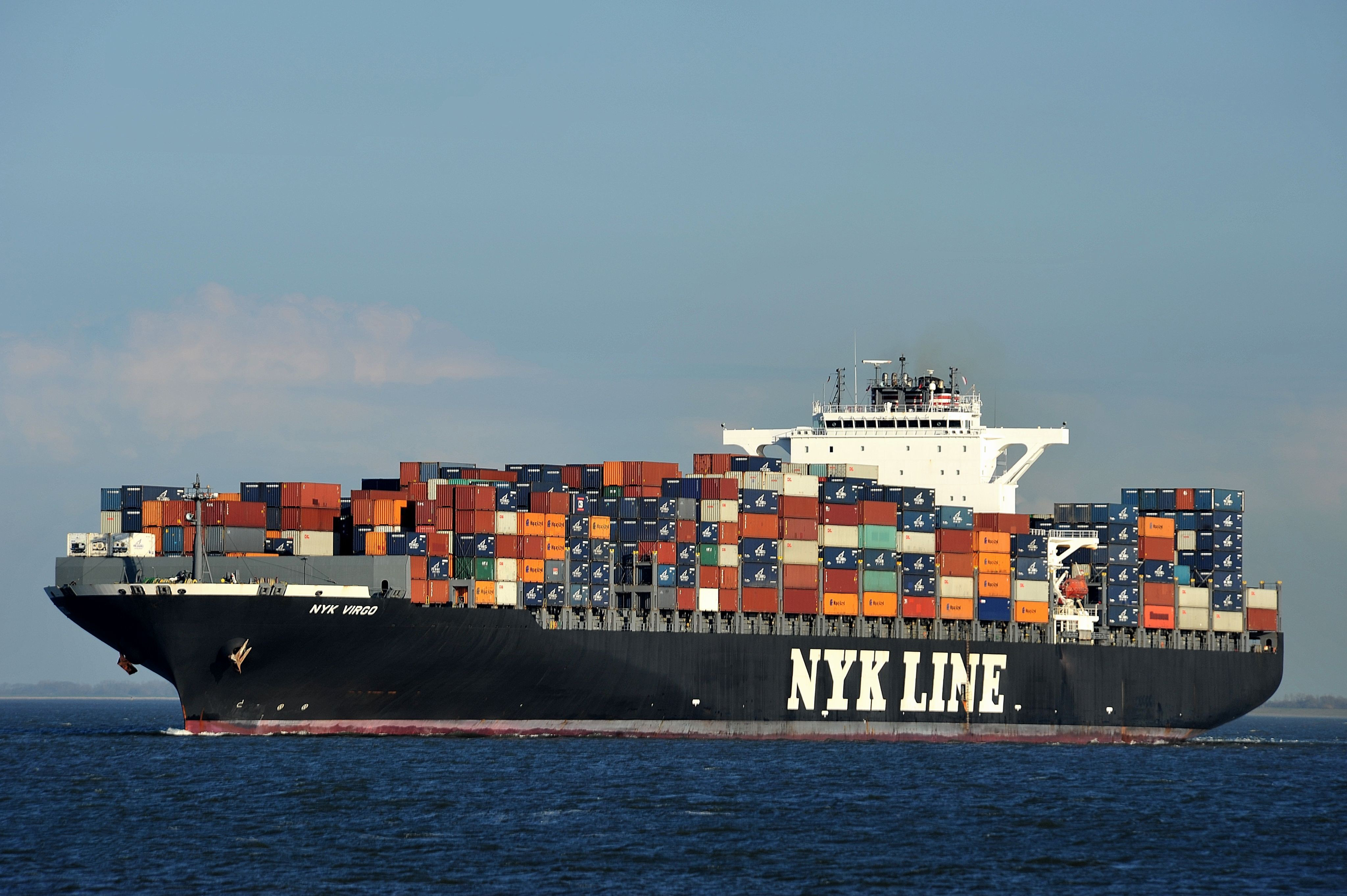
Containerschiff NYK Virgo auf der Elbe vor Cuxhaven

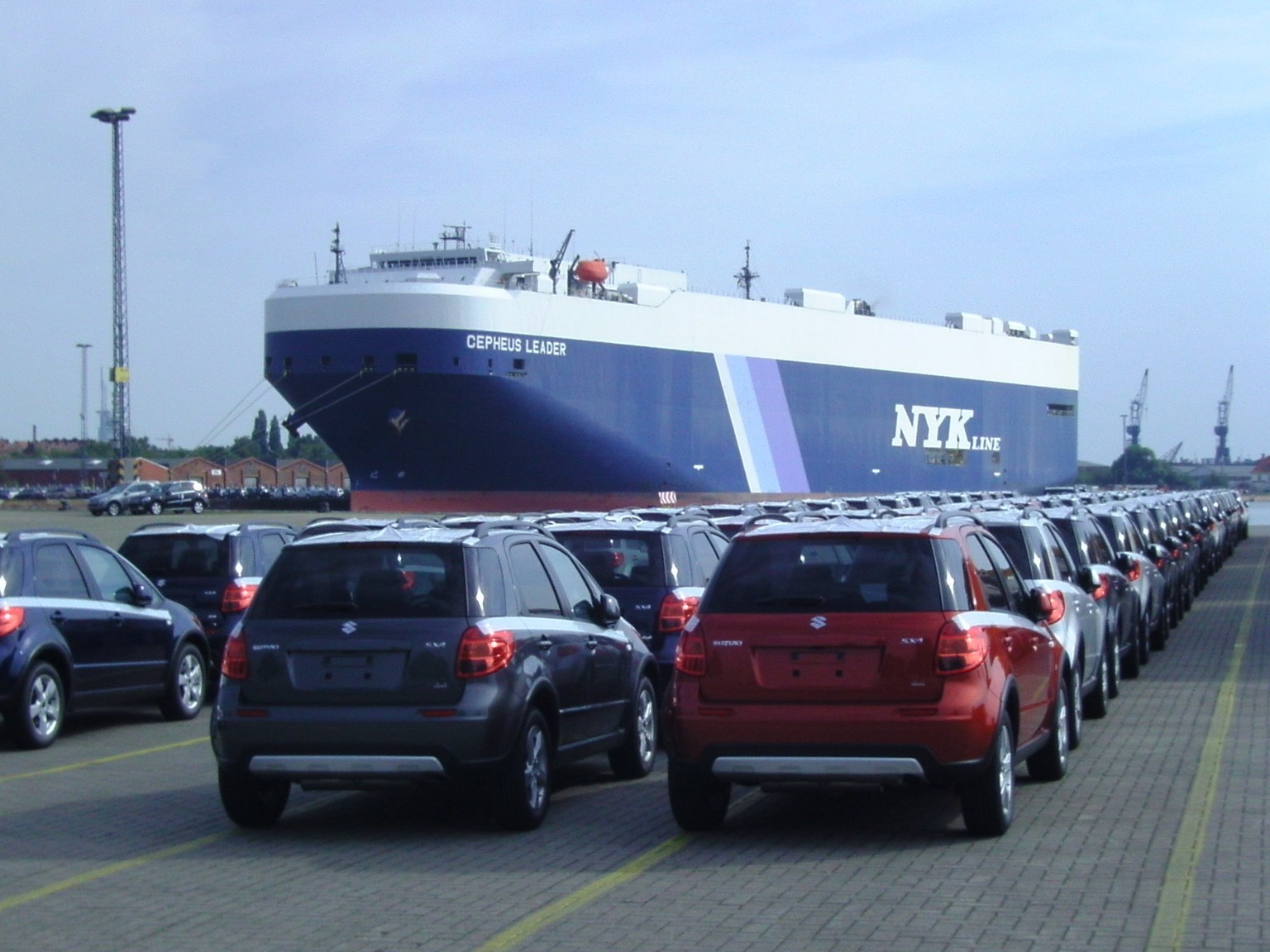
RoRo-Carrier Cepheus Leader bei der Autoverladung in Bremerhaven

Seit 1968 ist die Reederei in der Containerschifffahrt tätig, die als Mitglied des Gemeinschaftsdienstes G6 (NYK, MOL, OOCL, HMM, APL, Hapag-Lloyd) wöchentliche Abfahrten nach Fernost, dem Nahen und Mittleren Osten sowie Australien und Neuseeland anbietet.
Der Containertransport bildet einen der beiden größten Bereiche der NYK Group und transportiert alle gängigen Containerarten und -größen. Das Hauptgeschäft liegt im Bereich des Seetransports, mit den Transporten zum Verschiffungshafen sowie vom Ankunftshafen zum Endempfänger (Hinterlandverkehr) werden aber auch komplette Lieferkettenlösungen von der NYK Line angeboten.
Die Flotte umfasst derzeit 97 Containerschiffe mit einer Gesamtkapazität von über 500.000 Twenty-foot Equivalent Units (TEU). Die derzeit größten Einheiten haben eine Kapazität von über 14.000 TEU, die seit Frühjahr 2016 von der japanischen Marine United Werft in Kure abgeliefert werden. Von den Schiffen werden alle Haupthäfen und viele Nebenhäfen in der ganzen Welt angelaufen.
Im Mai 2016 wurde mit Hapag-Lloyd, Nippon Yūsen, “K” Line, Yang Ming Line, Hanjin Shipping und Mitsui O.S.K. Lines „The Alliance“ gegründet.
Die drei größten japanischen Containerreedereien NYK, MOL und “K” Line vereinbarten im Oktober 2016, ihre Containeraktivitäten zusammenzulegen und als gemeinsames Unternehmen zu betreiben. NYK erhielt mit einer Stellplatzkapazität von 592.000 TEU einen 38-prozentigen Anteil, K-Line mit 358.000 TEU und MOL mit 491.000 TEU jeweils 31 %. Am 7. Juli 2017 wurde die neue Gesellschaft Ocean Network Express (ONE) gegründet und nahm ihre Arbeit am 1. April 2018 auf. Sie steht mit einem Marktanteil von 6,6 % und einer Containerkapazität von 1.440.000 TEU an sechster Stelle der größten Containerreedereien.

### RoRo-Transport
Einen weiteren großen Bereich der Unternehmensgruppe bildet der RoRo-Transport. Das Hauptgeschäft liegt auch hier im Bereich des Seetransports, wobei auch Geschäftszweige der RoRo-Logistik betrieben werden.
Die Flotte umfasst derzeit 113 RoRo-Carrier mit einer Gesamtkapazität von über 660.000 PKW. Dabei steht die NYK Line an erster Stelle der globalen Flotte und umfasst etwa 17 % des gesamten Marktsegments.
Der Zubringerverkehr in Nord- und Ostsee wird durch die im Jahr 1990 als Joint Venture mit der schwedischen Wallenius Lines gegründete United European Car Carriers (UECC) durchgeführt. Erst im Oktober stellte die Reederei mit der Auto Eco den weltweit ersten RoRo-Carrier mit einem Dual-Fuel-Antriebskonzept in Dienst.

### Logistik

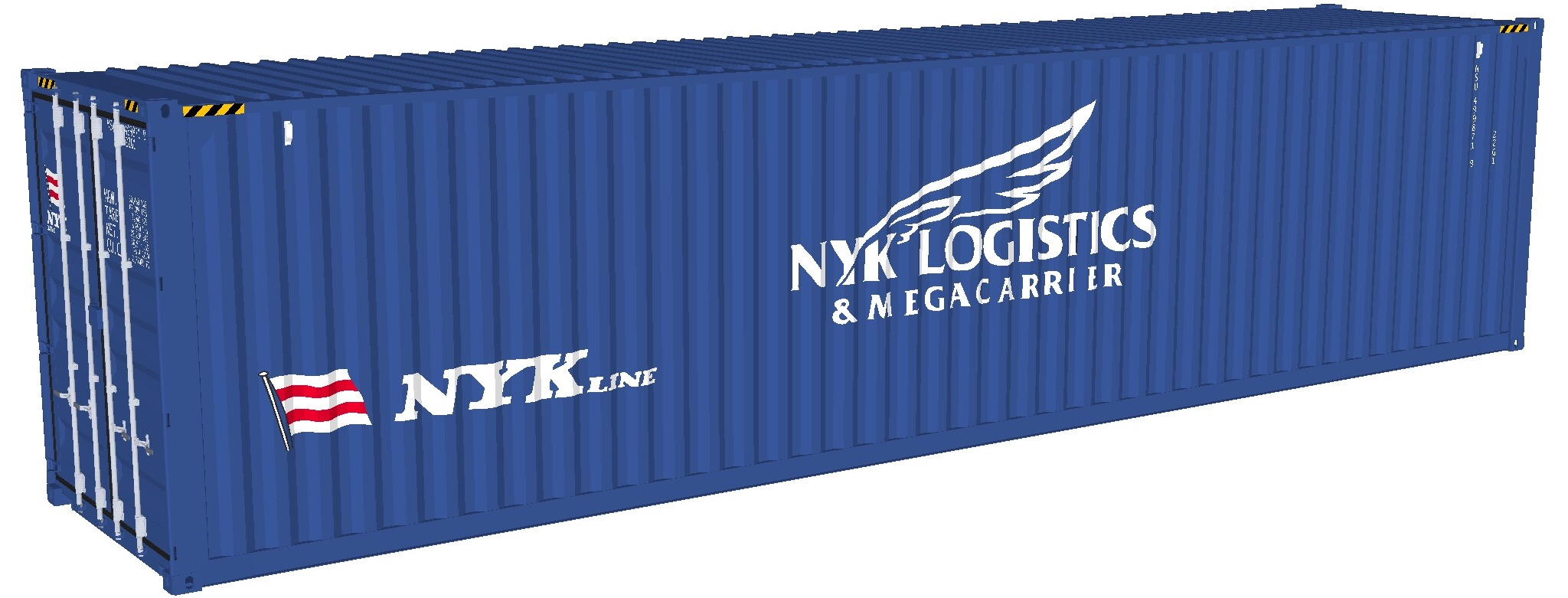
40'-Fuß-Standardcontainer der NYK Line

Im Bereich Logistik bietet die NYK Group durch das Schwesterunternehmen Yusen Logistics (entstanden durch die Fusion der Schwesterunternehmen Yusen Air & Sea Service und NYK Logistics) Komplettlösungen an, beispielsweise eine „Integrated Supply Chain Solution“. Diese umfasst neben dem eigentlichen Transport weitere Dienstleistungen wie Lagerhaltung, Lagerhaltungsmanagement, Transporte im Inland, Verzollung und Informationsmanagement.
Die NYK Gruppe ist außerdem Mehrheitseigner der Nippon Cargo Airlines (NCA).

## Umweltschutz
Im Bereich des Umweltschutzes sieht sich die NYK Line als eine der weltweit führenden Reedereien und hat alle eigenen Schiffe nach ISO 14001 zertifizieren lassen.

## Schiffe (Auswahl)

### Passagierschiffe
| Jahr        | Name           | Tonnage    | Werft                                      | Status/Schicksal                                                          |
| ----------- | -------------- | ---------- | ------------------------------------------ | ------------------------------------------------------------------------- |
| 1890        | Yamaguchi Maru | 3.321 BRT  | J. L. Thompson & Sons Ltd., Sunderland     | 1916 gesunken                                                             |
| 1891        | Kinshu Maru    | 3.854 BRT  | R. Dixon & Co. Ltd., Middlesbrough         | 1925 nach Kollision gesunken                                              |
| 1891 (1877) | Moji Maru      | 2.111 BRT  | A. Leslie & Co. Ltd., Newcastle            | 1877: ex Hector, Blue Funnel Line / 1891 NYK / 1910 verkauft              |
| 1893 (1883) | Nagoya Maru    | 2.708 BRT  | D. & W. Henderson Ltd., Glasgow            | 1883: ex Oopack, China Mutual / 1893 NYK / 1928 gesunken                  |
| 1894 (1885) | Matsuyama Maru | 3.099 BRT  | J. L. Thompson & Sons Ltd., Sunderland     | 1885: ex Kaisow, China Mutual / 1894 NYK / 1924 gesunken                  |
| 1894 (1886) | Shibata Maru   | 3.099 BRT  | J. L. Thompson & Sons Ltd., Sunderland     | 1886: ex Moyune, China Mutual / 1894 NYK / 1908 verkauft                  |
| 1894 (1886) | Otaru Maru     | 2.523 BRT  | Hawthorn, Leslie & Co. Ltd., Newcastle     | 1886: ex Dardanus, BFL / 1894 NYK / 1903 vor Port Arthur selbst versenkt  |
| 1894 (1886) | Ushina Maru    | 2.523 BRT  | Scott & Co. Ltd., Greenock                 | 1886: ex Prometheus, BFL / 1894 NYK / 1905 gesunken                       |
| 1896        | Kanagawa Maru  | 5.853 BRT  | D. & W. Henderson Ltd., Glasgow            | k. A.                                                                     |
| 1896        | Hakata Maru    | 5.853 BRT  | k. A.                                      | k. A.                                                                     |
| 1897        | Hitachi Maru   | 5.853 BRT  | k. A.                                      | k. A.                                                                     |
| 1897        | Kamakura Maru  | 5.853 BRT  | k. A.                                      | k. A.                                                                     |
| 1897        | Kawachi Maru   | 5.853 BRT  | k. A.                                      | k. A.                                                                     |
| 1898        | Sanuki Maru    | 5.853 BRT  | k. A.                                      | k. A.                                                                     |
| 1899 (1885) | Wakanoura Maru | 2.526 BRT  | R. Dixon & Co. Ltd., Middlesbrough         | 1885: ex Ching Wo, China Mutual / 1899 NYK / 1943 torpediert und gesunken |
| 1900        | Ahi Maru       | 6.301 BRT  | Mitsubishi Heavy Industries Ltd., Nagasaki | k. A.                                                                     |
| 1901        | Kaga Maru      | 6.301 BRT  | Mitsubishi Heavy Industries Ltd., Nagasaki | k. A.                                                                     |
| 1901        | Tyo Maru       | 6.301 BRT  | Mitsubishi Heavy Industries Ltd., Nagasaki | k. A.                                                                     |
| 1909        | Kitano Maru    | 8.512 BRT  | k. A.                                      | 1942 bei den Philippinen nach Minentreffer gesunken                       |
| 1909        | Atsuta Maru    | 8.512 BRT  | k. A.                                      | k. A.                                                                     |
| 1909        | Hirano Maru    | 8.512 BRT  | k. A.                                      | k. A.                                                                     |
| 1909        | Kamo Maru      | 8.512 BRT  | k. A.                                      | k. A.                                                                     |
| 1910        | Mishima Maru   | 8.512 BRT  | k. A.                                      | k. A.                                                                     |
| 1910        | Miyazaki Maru  | 8.512 BRT  | k. A.                                      | k. A.                                                                     |
| 1912        | Fushimi Maru   | 10.927 BRT | k. A.                                      | k. A.                                                                     |
| 1912        | Yasaka Maru    | 10.927 BRT | k. A.                                      | k. A.                                                                     |
| 1912        | Kashima Maru   | 10.927 BRT | k. A.                                      | 1943 torpediert und gesunken                                              |
| 1913        | Katori Maru    | 10.927 BRT | k. A.                                      | 1941 torpediert und gesunken                                              |
| 1914        | Suwa Maru      | 10.927 BRT | k. A.                                      | 1943 torpediert und gesunken                                              |
| 1921        | Hakone Maru    | 10.423 BRT | Mitsubishi Heavy Industries Ltd., Nagasaki | 1943 bei Formosa (Taiwan) nach Luftangriff gesunken                       |
| 1922        | Hakozaki Maru  | 10.423 BRT | Mitsubishi Heavy Industries Ltd., Nagasaki | 1945 torpediert und gesunken                                              |
| 1922        | Haruna Maru    | 10.423 BRT | Mitsubishi Heavy Industries Ltd., Nagasaki | 1944 torpediert und gesunken                                              |
| 1923        | Hakusan Maru   | 10.423 BRT | Mitsubishi Heavy Industries Ltd., Nagasaki | 1943 gestrandet und aufgegeben                                            |
| 1926 (1920) | Taiyo Maru     | 14.000 BRT | k. A.                                      | 1920: TKK / 1926 NYK / k. A.                                              |
| 1926 (1908) | Tenyo Maru     | 13.400 BRT | Mitsubishi Heavy Industries Ltd., Nagasaki | 1908: TKK / 1926 NYK / 1933 außer Dienst                                  |
| 1926 (1911) | Shinyo Maru    | 13.400 BRT | Mitsubishi Heavy Industries Ltd., Nagasaki | 1911: TKK / 1926 NYK / 1936 außer Dienst                                  |
| 1929        | Asama Maru     | 16.975 BRT | Mitsubishi Heavy Industries Ltd., Nagasaki | 1944 torpediert und gesunken                                              |
| 1930        | Chichibu Maru  | 16.975 BRT | Mitsubishi Heavy Industries Ltd., Yokohama | 1943 torpediert und gesunken                                              |
| 1930        | Tatsuta Maru   | 16.975 BRT | Mitsubishi Heavy Industries Ltd., Nagasaki | k. A.                                                                     |
| 1930        | Terukumi Maru  | 11.930 BRT | k. A.                                      | 1939 nach Minentreffer gesunken                                           |
| 1930        | Yasakumi Maru  | 11.930 BRT | k. A.                                      | 1944 torpediert und gesunken                                              |
| 1930        | Hikawa Maru    | 11.622 BRT | Yokohama Dockyard Co. Ltd., Yokohama       | 1968: Museumsschiff in Yokohama                                           |

### Kreuzfahrtschiffe

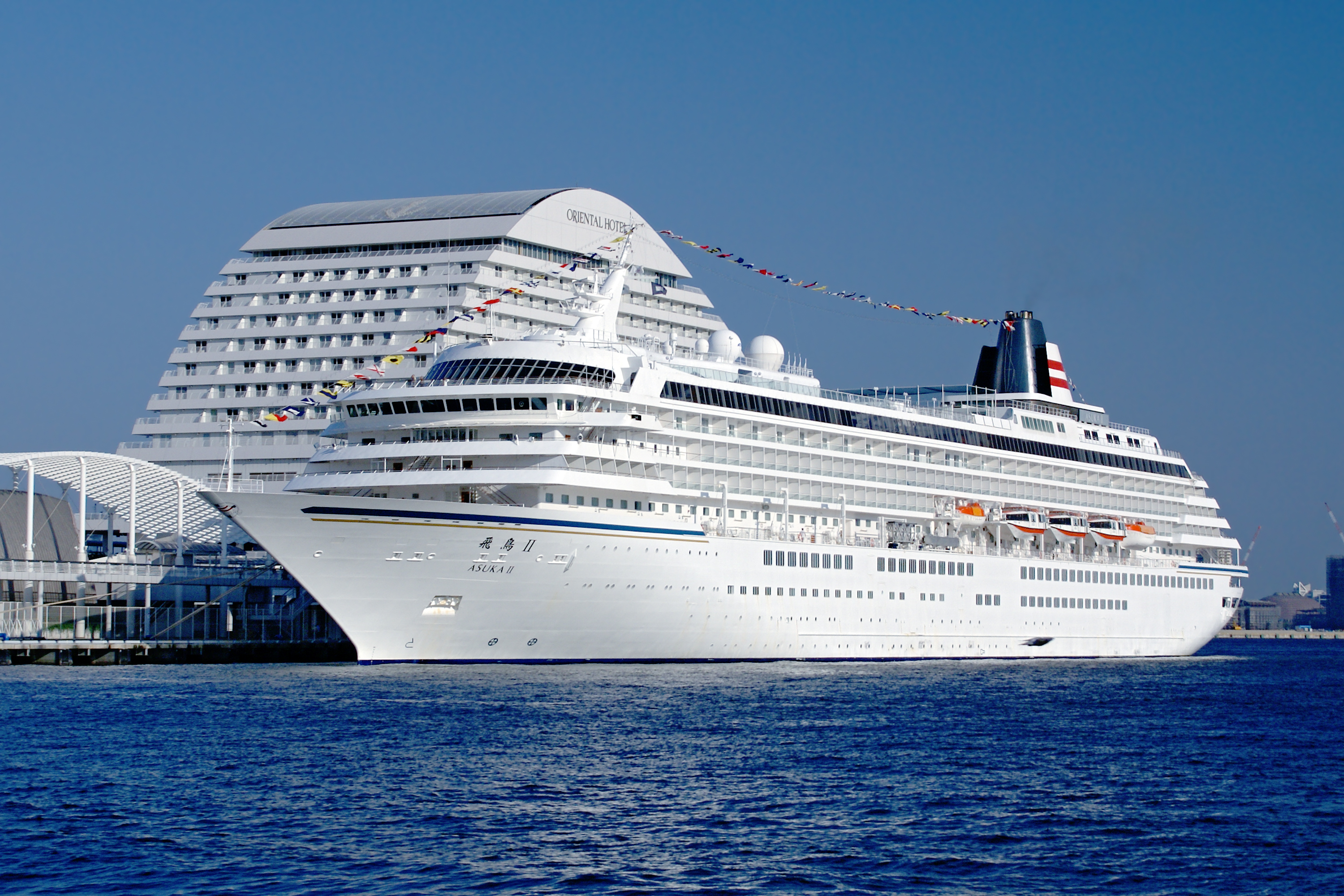
Kreuzfahrtschiff Asuka II am Kreuzfahrtterminal Kobe

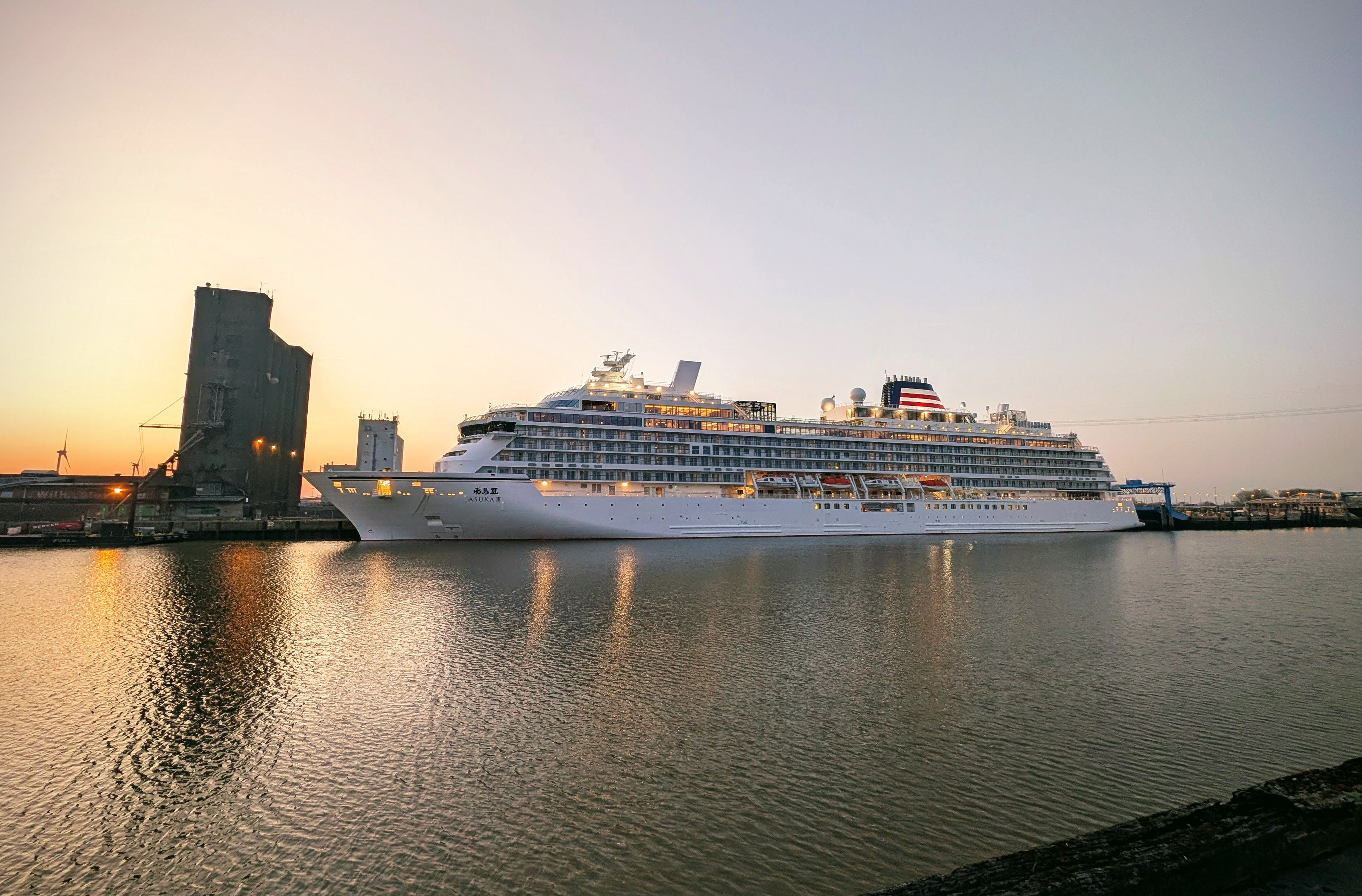
Kreuzfahrtschiff Asuka III am Borkumkai Emden

Nippon Yūsen Kaisha betreibt seit 2006 das Kreuzfahrtschiff Asuka II unter der Marke NYK Cruises. Bis 2006 betrieb es das Kreuzfahrtschiff Asuka. Bis 2015 gehörte zudem die Marke Crystal Cruises zu Nippon Yūsen. Im Jahr 2025 wurde ein auf der Meyer Werft gebautes Schiff, die Asuka III, für NYK Cruises in Dienst gestellt.